# نبردناو ناپولی
نبردناو ناپولی (به انگلیسی: Italian battleship Napoli) یک کشتی بود که طول آن ۱۴۴٫۶ متر (۴۷۴ فوت) بود. این کشتی در سال ۱۹۰۵ ساخته شد.